# رشته‌کوه گودا
رشته‌کوه گودا یک رشته‌کوه در جیبوتی است که در منطقه تاجوره واقع شده‌است. رشته‌کوه گودا ۱٬۷۸۳ متر بالاتر از سطح دریا واقع شده‌است.